# William Fothergill Cooke

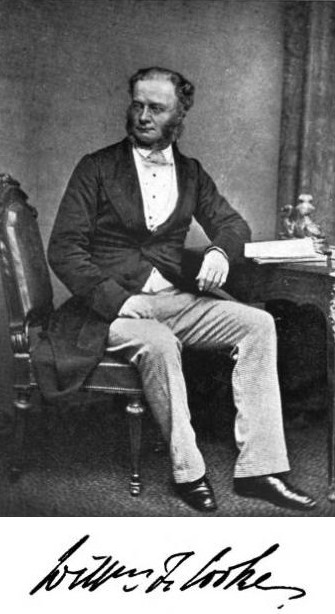
William Fothergill Cooke 1895

Sir William Fothergill Cooke (* 4. Mai 1806 in Ealing, England; † 25. Juni 1879 in Farnham, Surrey, England) war ein englischer Erfinder der zusammen mit Charles Wheatstone an der Entwicklung der elektrischen Telegrafie arbeitete.

## Leben
Sein Vater, William Cooke († 1857) war seit 1833 Lector der Medizin an der Universität in Durham. William Fothergill Cooke selbst war in den Jahren 1826 bis 1831 beim Militär in Indien. Anschließend fertigte er für seinen Vater anatomische Präparate aus Wachs. 1833 hörte er in Paris vier anatomische Vorlesungen. 1835 begleitete er die Eltern auf einer Reise in die Schweiz. In Heidelberg versprach Friedrich Tiedemann, ihm behilflich zu sein. Auf der Rückreise war er im November wieder in Heidelberg und logierte in der Plöckstraße in der Bierbrauerei zum neuen Essighaus. Er hatte schon vier Kisten voll Wachsmodelle angefertigt. Anfang März 1836 berichtete ihm John William Rizzo Hoppner von Georg Wilhelm Munkes (den er später Möncke nannte) Vorlesung zu Paul Ludwig Schilling von Cannstatts Telegrafen.
Nachdem Cooke am 6. März 1836 einer Demonstration zur Übertragung von Nachrichten über Draht beiwohnte, kam er auf die Idee, dass so etwas in den Eisenbahntunneln nützlich sein könne. Er ließ in Heidelberg und Frankfurt einen solchen Apparat mit drei Nadeln machen und reiste zum 22. April 1836 wieder nach London. Zwei Mal besuchte er Faraday und schlug einen Zeichengeber für den Tunnel bei Liverpool vor, was aber nicht zustande kam. Auf Rat von Peter Mark Roget wandte er sich am 27. Februar 1837 an Charles Wheatstone. Beide beschlossen, in England Telegrafenlinien aufzubauen.
Ihr erstes gemeinsames Patent aus dem Jahre 1837 war aus Kostengründen unpraktisch. Am 25. Juli 1837 (knapp zwei Wochen vor Schillings Tod) demonstrierten sie ihren Nadeltelegrafen mit fünf Nadeln, als sie eine Telegrafenleitung entlang der Bahnlinie von Euston nach Camden Town nutzten, um eine Nachricht erfolgreich zu übermitteln und eine Nachricht zu erhalten.
Am 19. November 1837 schlossen sie einen Compagnie-Contract ab, und am 12. Dezember reichten sie ein Patent auf ihre Verbesserung mit vertikaler Platzierung der Nadeln ein.
Im Jahre 1845 patentierten sie den 1-Nadel-Telegrafen.
1845/46 gründete er mit dem Geschäftsmann und Chairman der North Staffordshire Railway John Lewis Ricardo die Electric Telegraph Company, deren Direktor er wurde.
Am 11. November 1869 wurde er zum Knight Bachelor ernannt.
Cooke soll den besseren Geschäftssinn der beiden Partner gehabt haben, während Wheatstone größere Bedeutung in der Geschichte des Telegrafen zugeschrieben wird.
Cooke starb verarmt und erhielt zuletzt bis zu seinem Tode eine jährliche Pension von 100 Pfund.